# Trioza escurialensis
Trioza escurialensis är en insektsart som beskrevs av Ramirez Gomez 1960. Trioza escurialensis ingår i släktet Trioza och familjen spetsbladloppor. Inga underarter finns listade i Catalogue of Life.